# Cijulang (Cijulang)
Cijulang is een bestuurslaag in het regentschap Ciamis van de provincie West-Java, Indonesië. Cijulang telt 5756 inwoners (volkstelling 2010).

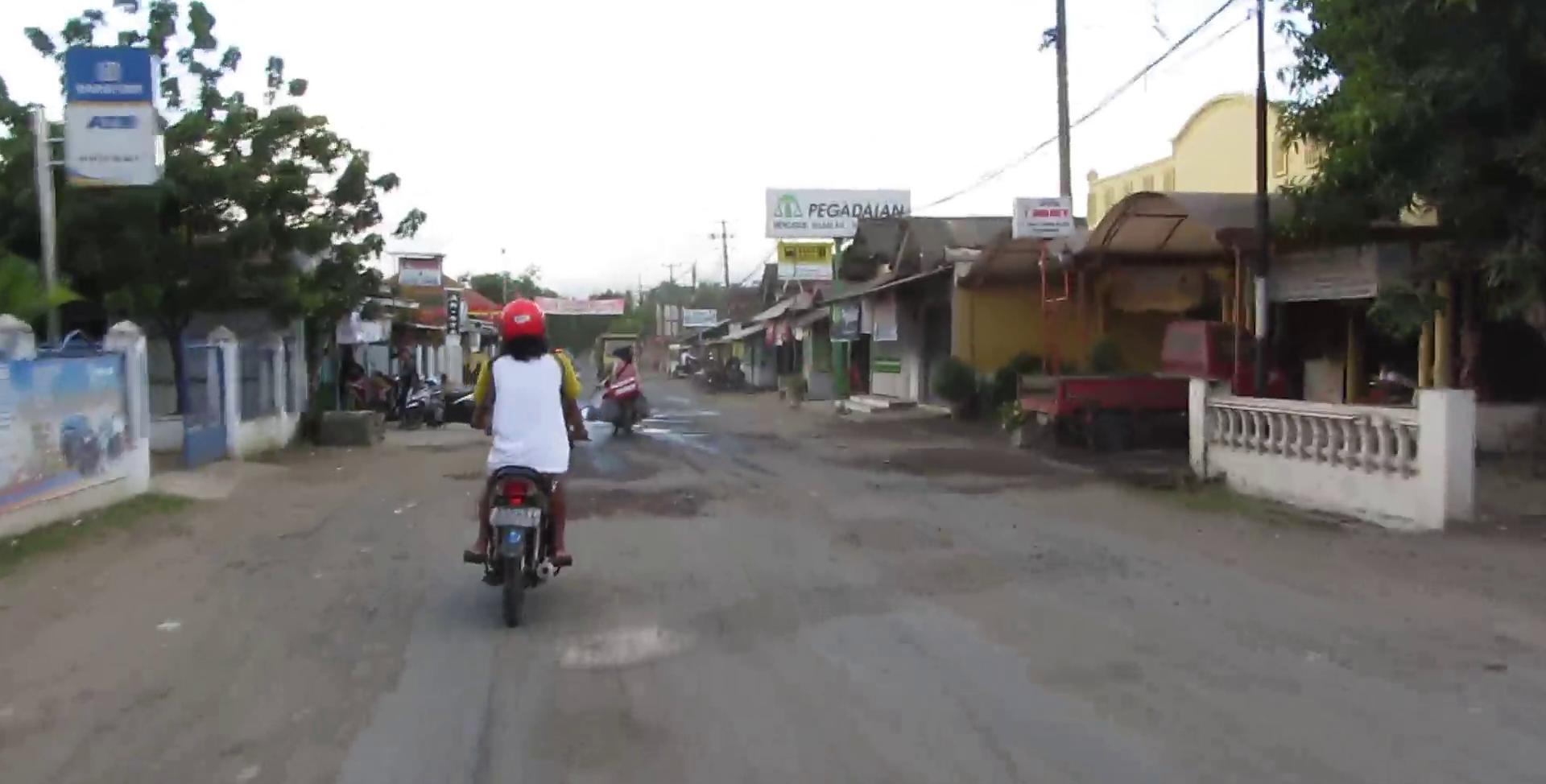
Hoofdstraat